# Asche zu Asche
Asche zu Asche是Rammstein的一首单曲，出自他们的第一张录音室专辑Herzeleid，这首单曲是作为Sehnsucht澳洲巡演版的一张额外CD。它包含了1995年专辑版的"Asche zu Asche"和5首来自柏林现场的歌曲，只发布于澳大利亚作为Big Day Out的推广。

## 现场
自从发行以来，“Asche zu Asche”是Rammstein演唱会重要的一部分，这是唯一一首在任何一场巡演中演唱的歌曲。歌曲到了后半部时，麦克风会被火焰吞噬，整个舞台会被烟雾笼罩。